# Tricimba heratica
Tricimba heratica är en tvåvingeart som beskrevs av Dely-draskovits 1983. Tricimba heratica ingår i släktet Tricimba och familjen fritflugor.
Artens utbredningsområde är Afghanistan. Inga underarter finns listade i Catalogue of Life.